# Liga Campionilor UEFA (feminin)
Liga Campionilor Feminin UEFA, numită anterior Cupa UEFA Feminină (2001–2009), este o competiție internațională de fotbal feminin. Implică echipe de club de top din țări afiliate la organul de conducere european UEFA.

## Istoric
Competiția a fost disputată pentru prima dată în 2001–02 sub numele de Cupa feminină UEFA și s-a redenumit Liga Campionilor pentru ediția 2009–10. Cele mai semnificative schimbări din 2009 au fost includerea în clasamentele secundare din primele opt națiuni clasate, o finală unică spre deosebire de finalele cu două manșe din anii precedenți și - până în 2018 - jucarea finalei în același oraș ca finala UEFA Champions League masculină. Din sezonul 2021–22, competiția propriu-zisă include o etapă a grupelor pentru prima dată în epoca Ligii Campionilor Feminini.
Lyon este cel mai de succes club din istoria competiției, câștigând titlul de opt ori, inclusiv cinci titluri consecutive din 2016 până în 2020.

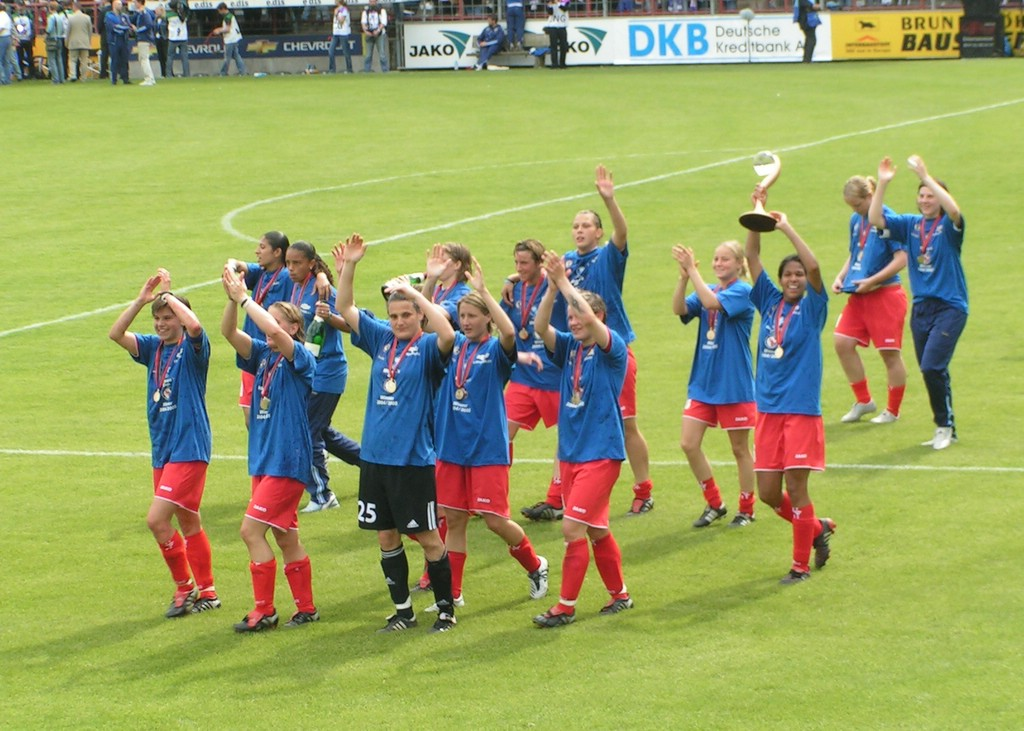
Campioanele din 2005
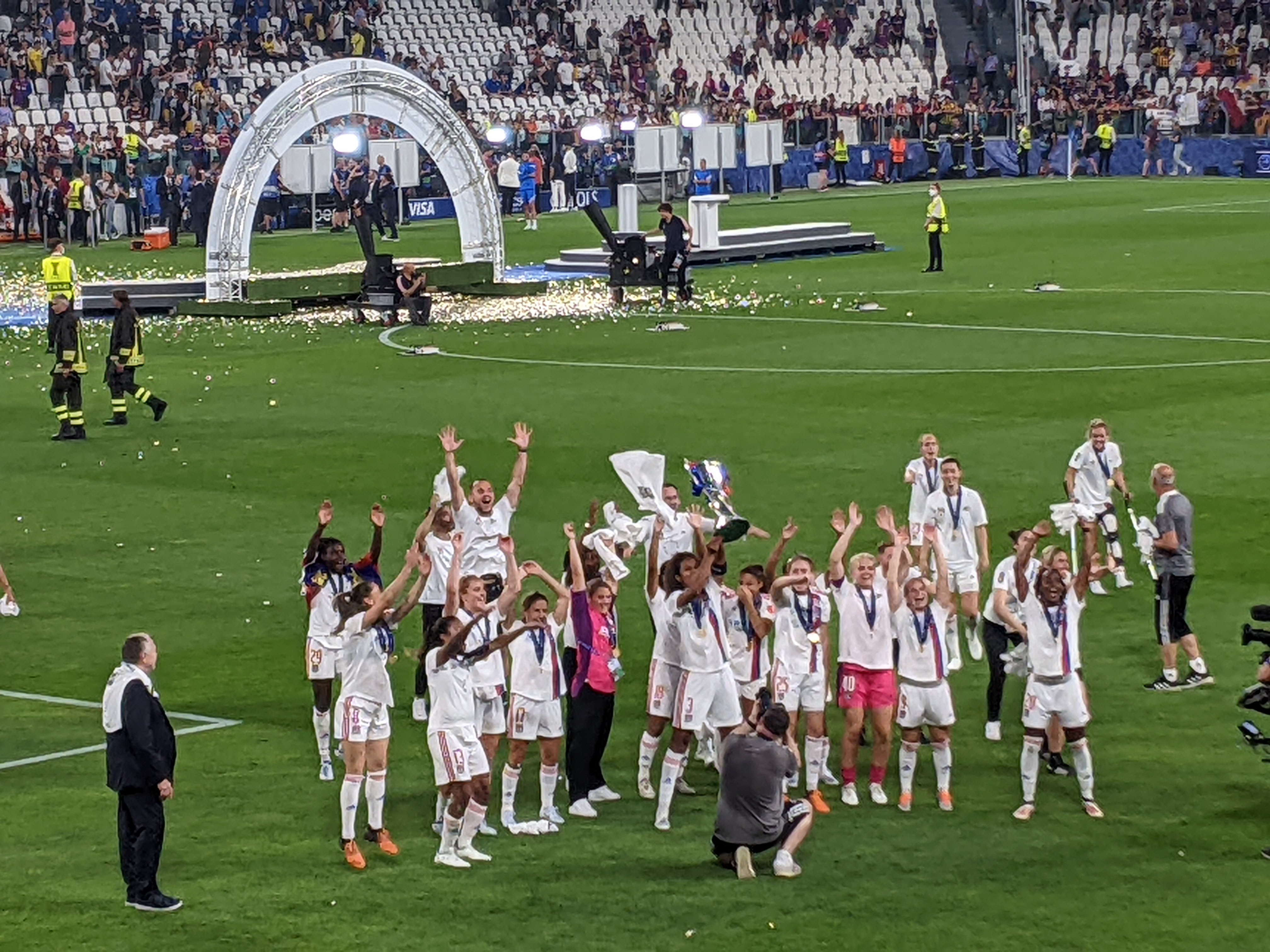
Campioanele din 2022
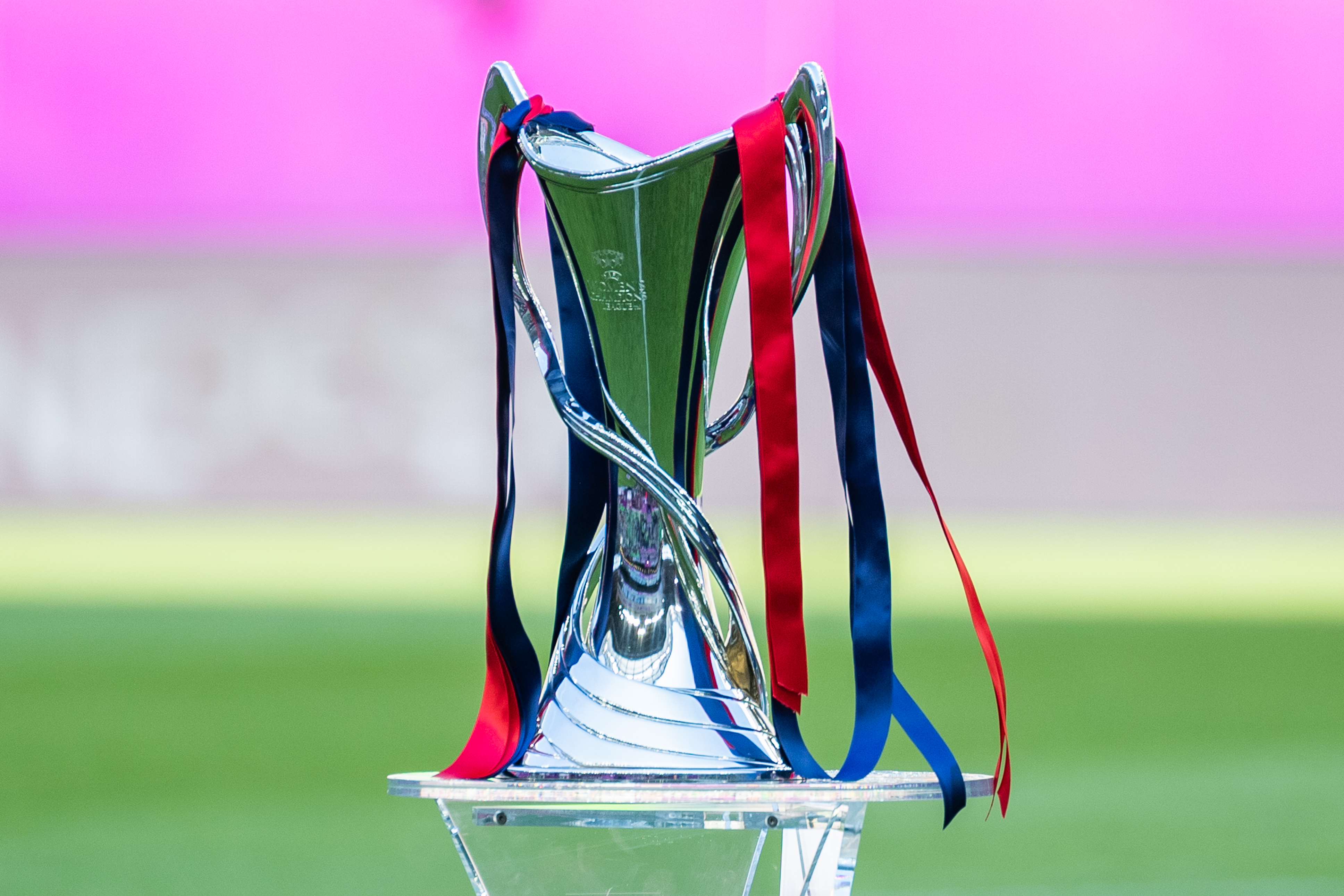
Cupa

## Finale
| Sezon   | Campioană        | Rezultat       | Finalistă           | Gazdă                                            | Spectatori |
| ------- | ---------------- | -------------- | ------------------- | ------------------------------------------------ | ---------- |
| 2001–02 | 1. FFC Frankfurt | 2–0            | Umeå                | Waldstadion, Frankfurt                           | 12.106     |
| 2002–03 | Umeå             | 4–1            | Fortuna Hjørring    | Gammliavallen, Umeå                              | 7.648      |
| 2002–03 | Umeå             | 3–0            | Fortuna Hjørring    | Stadionul Hjørring, Hjørring                     | 2.119      |
| 2003–04 | Umeå             | 3–0            | 1. FFC Frankfurt    | Stadionul Råsunda, Stockholm                     | 5.409      |
| 2003–04 | Umeå             | 5–0            | 1. FFC Frankfurt    | Bornheimer Hang, Frankfurt                       | 9.500      |
| 2004–05 | Turbine Potsdam  | 2–0            | Djurgården/Älvsjö   | Stadionul Olimpic, Stockholm                     | 1.382      |
| 2004–05 | Turbine Potsdam  | 3–1            | Djurgården/Älvsjö   | Stadionul Karl Liebknecht, Potsdam               | 8.677      |
| 2005–06 | 1. FFC Frankfurt | 4–0            | Turbine Potsdam     | Stadionul Karl Liebknecht, Potsdam               | 4.431      |
| 2005–06 | 1. FFC Frankfurt | 3–2            | Turbine Potsdam     | Bornheimer Hang, Frankfurt                       | 13.200     |
| 2006–07 | Arsenal          | 1–0            | Umeå                | Gammliavallen, Umeå                              | 6.265      |
| 2006–07 | Arsenal          | 0–0            | Umeå                | Meadow Park, Borehamwood                         | 3.467      |
| 2007–08 | 1. FFC Frankfurt | 1–1            | Umeå                | Gammliavallen, Umeå                              | 4.128      |
| 2007–08 | 1. FFC Frankfurt | 3–2            | Umeå                | Waldstadion, Frankfurt                           | 27.640     |
| 2008–09 | FCR Duisburg     | 6–0            | Zvezda Perm         | Stadionul Central, Kazan                         | 700        |
| 2008–09 | FCR Duisburg     | 1–1            | Zvezda Perm         | MSV-Arena, Duisburg                              | 28.112     |
| 2009–10 | Turbine Potsdam  | 0–0 (7–6 d.p.) | Lyon                | Coliseum Alfonso Pérez, Getafe                   | 10.372     |
| 2010–11 | Lyon             | 2–0            | Turbine Potsdam     | Craven Cottage, Londra                           | 14.303     |
| 2011–12 | Lyon             | 2–0            | 1. FFC Frankfurt    | Stadionul Olimpic, München                       | 50.212     |
| 2012–13 | VfL Wolfsburg    | 1–0            | Lyon                | Stamford Bridge, Londra                          | 19.278     |
| 2013–14 | VfL Wolfsburg    | 4–3            | Tyresö              | Estádio do Restelo, Lisabona                     | 11.217     |
| 2014–15 | 1. FFC Frankfurt | 2–1            | Paris Saint-Germain | Friedrich-Ludwig-Jahn-Sportpark, Berlin          | 17.147     |
| 2015–16 | Lyon             | 1–1 (4–3 d.p.) | VfL Wolfsburg       | Mapei Stadium-Città del Tricolore, Reggio Emilia | 15.117     |
| 2016–17 | Lyon             | 0–0 (7–6 d.p.) | Paris Saint-Germain | Cardiff City Stadium, Cardiff                    | 22.433     |
| 2017–18 | Lyon             | 4–1 (d.p.)     | VfL Wolfsburg       | Stadionul Dinamo Valeri Lobanovski, Kiev         | 14.237     |
| 2018–19 | Lyon             | 4–1            | Barcelona           | Groupama Arena, Budapesta                        | 19.487     |
| 2019–20 | Lyon             | 3–1            | VfL Wolfsburg       | Estadio de Anoeta, San Sebastián                 | 0          |
| 2020–21 | Barcelona        | 4–0            | Chelsea             | Gamla Ullevi, Göteborg                           | 0          |
| 2021–22 | Lyon             | 3–1            | Barcelona           | Juventus Stadium, Torino                         | 32.257     |
| 2022–23 | Barcelona        | 3–2            | VfL Wolfsburg       | Philips Stadion, Eindhoven                       | 34.000     |
| 2023–24 | Barcelona        | 2–0            | Lyon                | Stadionul San Mamés, Bilbao                      | 50.827     |
| 2024–25 | Arsenal          | 1–0            | Barcelona           | Estádio José Alvalade, Lisabona                  | 38.356     |

## Performanțele echipelor
| Echipă              | Câștigătoare                                       | Finale                     | Semi-finale                            |
| ------------------- | -------------------------------------------------- | -------------------------- | -------------------------------------- |
| Lyon                | 8 (2011, 2012, 2016, 2017, 2018, 2019, 2020, 2022) | 3 (2010, 2013, 2024)       | 2 (2008, 2009, 2025)                   |
| 1. FFC Frankfurt    | 4 (2002, 2006, 2008, 2015)                         | 2 (2004, 2012)             | 2 (2003, 2016)                         |
| FC Barcelona        | 3 (2021, 2023, 2024)                               | 3 (2019, 2022, 2025)       | 2 (2017, 2020)                         |
| Wolfsburg           | 2 (2013, 2014)                                     | 4 (2016, 2018, 2020, 2023) | 2 (2015, 2022)                         |
| Umeå IK             | 2 (2003, 2004)                                     | 3 (2002, 2007, 2008)       | 2 (2009, 2010)                         |
| FFC Turbine Potsdam | 2 (2005, 2010)                                     | 2 (2006, 2011)             | 2 (2012, 2014)                         |
| Arsenal L.F.C.      | 2 (2007, 2025)                                     | —                          | 5 (2003, 2005, 2011, 2012, 2013, 2023) |
| FCR 2001 Duisburg   | 1 (2009)                                           | —                          | 2 (2010, 2011)                         |
| Paris Saint-Germain | —                                                  | 2 (2015, 2017)             | 5 (2016, 2020, 2021, 2022, 2024)       |
| Chelsea             | —                                                  | 1 (2021)                   | 5 (2018, 2019, 2023, 2024, 2025)       |
| Djurgården/Älvsjö   | —                                                  | 1 (2004–05)                | 1 (2005–06)                            |
| Fortuna Hjørring    | —                                                  | 1 (2002–03)                | —                                      |
| Zvezda 2005 Perm    | —                                                  | 1 (2008–09)                | —                                      |
| Tyresö FF           | —                                                  | 1 (2013–14)                | —                                      |
| Brøndby             | —                                                  | —                          | 3 (2004, 2007, 2015)                   |
| Manchester City     | —                                                  | —                          | 2 (2017, 2018)                         |
| Bayern München      | —                                                  | —                          | 1 (2019, 2021)                         |
| HJK                 | —                                                  | —                          | 1 (2001–02)                            |
| Toulouse            | —                                                  | —                          | 1 (2001–02)                            |
| Malmö FF Dam        | —                                                  | —                          | 1 (2003–04)                            |
| Trondheims-Ørn      | —                                                  | —                          | 1 (2004–05)                            |
| Montpellier         | —                                                  | —                          | 1 (2005–06)                            |
| Kolbotn             | —                                                  | —                          | 1 (2006–07)                            |
| Bardolino Verona    | —                                                  | —                          | 1 (2007–08)                            |
| FCF Juvisy          | —                                                  | —                          | 1 (2012–13)                            |
| Birmingham City     | —                                                  | —                          | 1 (2013–14)                            |

## Reprezentarea românească
Sezonul Cupei UEFA feminin
- 2001/02
- 2002/03 Regal București
- 2003/04 CFF Clujana
- 2004/05 CFF Clujana
- 2005/06 CFF Clujana
- 2006/07 CFF Clujana
- 2007/08 CFF Clujana
- 2008/09 CFF Clujana

Sezonul Ligii Campionilor Feminin
- 2009/10 CFF Clujana
- 2010/11 FCM Târgu Mureș
- 2011/12 Olimpia Cluj
- 2012/13 Olimpia Cluj
- 2013/14 Olimpia Cluj
- 2014/15 Olimpia Cluj
- 2015/16 Olimpia Cluj
- 2016/17 Olimpia Cluj
- 2017/18 Olimpia Cluj
- 2018/19 U Olimpia Cluj
- 2019/20 U Olimpia Cluj
- 2020/21 U Olimpia Cluj
- 2021/22 U Olimpia Cluj
- 2022/23 U Olimpia Cluj
- 2023/24 U Olimpia Cluj
- 2024/25 Farul Constanța

Participări
- 13x FCU Olimpia Cluj
- 7x CFF Clujana
- 1x FCM Târgu Mureș
- 1x Regal București
- 1x Farul Constanța